# Гартнер, Йо
Йо́зеф Га́ртнер (нем. Joseph Gartner), более известный как Йо Га́ртнер (нем. Jo Gartner; 24 января 1954, Вена — 1 июня 1986, Ле-Ман) — австрийский автогонщик, участник чемпионата мира по автогонкам в классе Формула-1.

## Биография
В 1978 году занял третье место в европейском чемпионате Формулы-3, в 1983 году выступал в чемпионате Формулы-2, выиграл гонку в По. В 1984 году провёл восемь гонок в чемпионате мира Формулы-1 за команду Osella, четыре раза не добрался до финиша. На Гран-при Италии 1984 года занял пятое место, но очков в зачёт чемпионата не получил, поскольку вышел на старт на втором автомобиле команды, а перед началом чемпионата команда заявляла в гонки только один автомобиль. В 1985 году перешёл в гонки спортивных автомобилей, в 1986 году выиграл гонку «12 часов Себринга» на автомобиле Porsche 962. Погиб во время гонки «24 часа Ле-Мана» 1986 года, когда его автомобиль врезался в ограждение трассы на скорости около 300 км/ч.
Похоронен на венском Дёблингском кладбище.

## Результаты гонок в Формуле-1
| Легенда к таблице |                                                                    |
| --- | ------------------------------------------------------------------ |
| В таблице перечислены результаты всех Гран-при Формулы-1, в которых принимал участие гонщик. Строками таблицы являются сезоны, столбцами — этапы чемпионата мира. В каждой клетке указаны сокращённое название этапа и результат, дополнительно обозначенный цветом. Расшифровка обозначений и цветов представлена в нижеследующей таблице. |                                                                    |
| \| Пример \| Описание \| \| ------------ \| ------------------------------------------------------------------ \| \| 1 \| Победитель \| \| 2 \| Второе место \| \| 3 \| Третье место \| \| 5 \| Финишировал, заработав очки \| \| Сход \| Не финишировал, но при этом заработал очки \| \| 12 \| Финишировал, не получив очков \| \| НКЛ \| Финишировал, но не попал в финальную классификацию \| \| 15 \| Участвовал вне зачёта, либо по отдельной классификации \| \| 18 \| Не финишировал, но попал в финальную классификацию \| \| Сход \| Не финишировал \| \| НКВ \| Не прошёл квалификацию \| \| НПКВ \| Не прошёл предквалификацию \| \| ДСК \| Дисквалифицирован \| \| ИСК \| Исключён из протокола соревнований \| \| ТТ \| Заявлен для участия только в тренировках \| \| НС \| Участвовал в квалификации, но не стартовал в гонке \| \| Т \| Травмирован или болен \| \| ОТК \| Отказ от участия \| \| НТР \| Прибыл на соревнования, но на трассу не выезжал \| \| НПР \| Был заявлен в числе участников, но не прибыл к началу соревнований \| \| О \| Соревнования отменены \| \| \| Не участвовал \| \| Поул-позиция \| \| \| Быстрый круг \| \| |                                                                    |
| Пример | Описание                                                           |
| 1 | Победитель                                                         |
| 2 | Второе место                                                       |
| 3 | Третье место                                                       |
| 5 | Финишировал, заработав очки                                        |
| Сход | Не финишировал, но при этом заработал очки                         |
| 12 | Финишировал, не получив очков                                      |
| НКЛ | Финишировал, но не попал в финальную классификацию                 |
| 15 | Участвовал вне зачёта, либо по отдельной классификации             |
| 18 | Не финишировал, но попал в финальную классификацию                 |
| Сход | Не финишировал                                                     |
| НКВ | Не прошёл квалификацию                                             |
| НПКВ | Не прошёл предквалификацию                                         |
| ДСК | Дисквалифицирован                                                  |
| ИСК | Исключён из протокола соревнований                                 |
| ТТ | Заявлен для участия только в тренировках                           |
| НС | Участвовал в квалификации, но не стартовал в гонке                 |
| Т | Травмирован или болен                                              |
| ОТК | Отказ от участия                                                   |
| НТР | Прибыл на соревнования, но на трассу не выезжал                    |
| НПР | Был заявлен в числе участников, но не прибыл к началу соревнований |
| О | Соревнования отменены                                              |
| | Не участвовал                                                      |
| Поул-позиция |                                                                    |
| Быстрый круг |                                                                    |

| Сезон | Команда | Шасси       | Двигатель      | Ш | 1   | 2   | 3   | 4        | 5   | 6   | 7   | 8   | 9   | 10       | 11       | 12       | 13     | 14    | 15     | 16     | Место | Очки |
| ----- | ------- | ----------- | -------------- | - | --- | --- | --- | -------- | --- | --- | --- | --- | --- | -------- | -------- | -------- | ------ | ----- | ------ | ------ | ----- | ---- |
| 1984  | Osella  | Osella FA1F | Alfa Romeo V12 | P | БРА | ЮАР | БЕЛ | САН Сход | ФРА | МОН | КАН | ДЕТ | ДАЛ |          |          |          |        |       |        |        | -     | 0    |
| 1984  | Osella  | Osella FA1F | Alfa Romeo V8  | P |     |     |     |          |     |     |     |     |     | ВЕЛ Сход | ГЕР Сход | АВТ Сход | НИД 12 | ИТА 5 | ЕВР 12 | ПОР 16 | -     | 0    |